# Клумп, Фридрих Вильгельм
Фридрих Вильгельм Клумп (нем. Friedrich Wilhelm Klumpp; 30 апреля 1790, Клостеррейхенбах (ныне в черте Байрсброна), — 12 июля 1868, Штутгарт) — немецкий педагог.
Преподавал в гимназии в Штутгарте. Внёс определённый вклад в развитие германской образовательной системы книгой «Школы, усовершенствованные на основании истинного гуманизма и требований времени» (нем. «Die gelehrten Schulen, nach den Grundsätzen des wahren Humanismus und den Anforderungen der Zeit»; в двух частях, 1829—1830), в которой требовал единой программы обучения школьников до 14-летнего возраста, с тем чтобы только в 14 лет распределять учеников для получения дальнейшего «классического» (более престижного и открывавшего более высокие карьерные перспективы) или «реального» образования. По плану Клумпа были преобразованы гимназии и реальные училища Вюртемберга.